# 70
El año 70 (LXX) fue un año común comenzado en lunes del calendario juliano, en vigor en aquella fecha.
En el Imperio romano, era conocido como el Año del consulado de Vespasiano y Tito (o menos frecuentemente, año 823 Ab urbe condita). La denominación 70 para este año ha sido usado desde principios del período medieval, cuando el Anno Domini se convirtió en el método prevalente en Europa para nombrar a los años.

## Acontecimientos
- El emperador Vespasiano y su hijo Tito se convierten en cónsules romanos.
- Vespasiano comienza el edificio del Coliseo; el anfiteatro se usa para juegos con gladiadores y espectáculos públicos, como recreación de batallas navales, recreación de famosas batallas y dramas de la mitología clásica.
- Tito, hijo de Vespasiano, sofoca en Judea la rebelión iniciada en 66. Toma y arrasa Jerusalén después de un prolongado asedio y destruye el Templo de Jerusalén. Hace prisioneros y asesina a la mayoría de sus pobladores; el resto fue obligado al exilio. Tras su regreso de Judea es nombrado cónsul.[1]
- La Legio I Adiutrix la Legio VI Victrix y la Legio X Gemina abandonan Hispania y son trasladadas a Germania Inferior para acabar con la revuelta bátava.
- Creación de la Legio II Adiutrix.
- Disolución de la Legio I Germanica, de la Legio IV Macedonica, de la Legio XV Primigenia y de la Legio XVI Gallica.
- Creación de la Legio IV Flavia Felix en sustitución de la IV Macedonica y de la Legio XVI Flavia Firma en lugar de la XVI Galica.
- Integración de los restos de la I Germanica en la Legio VII Galbiana para dar lugar a la Legio VII Gemina.
- Edicto de Latinidad de Vespasiano: Hispania recibe el ius Latii. Las legiones de guarnición se marchan de la provincia.[2]
- La erupción del Vesubio provoca la destrucción de las ciudades de Pompeya, Herculano y Stabiae, que son sepultadas bajo la lava y las cenizas del volcán.[1]

## Nacimientos
- Cayo Julio Cuadrado Baso, general romano en Judaea (m. 117 a. C.)

## Fallecimientos
- Herón de Alejandría, fecha aproximada.